# Superior (Colorado)
Superior è un centro abitato (town) degli Stati Uniti d'America, situato nella contea di Boulder dello Stato del Colorado. Nel censimento del 2000 la popolazione era di 9.011 abitanti.

## Geografia fisica
Secondo i rilevamenti dell'United States Census Bureau, Superior si estende su una superficie di 10,2 km².